# Vacances à la maison

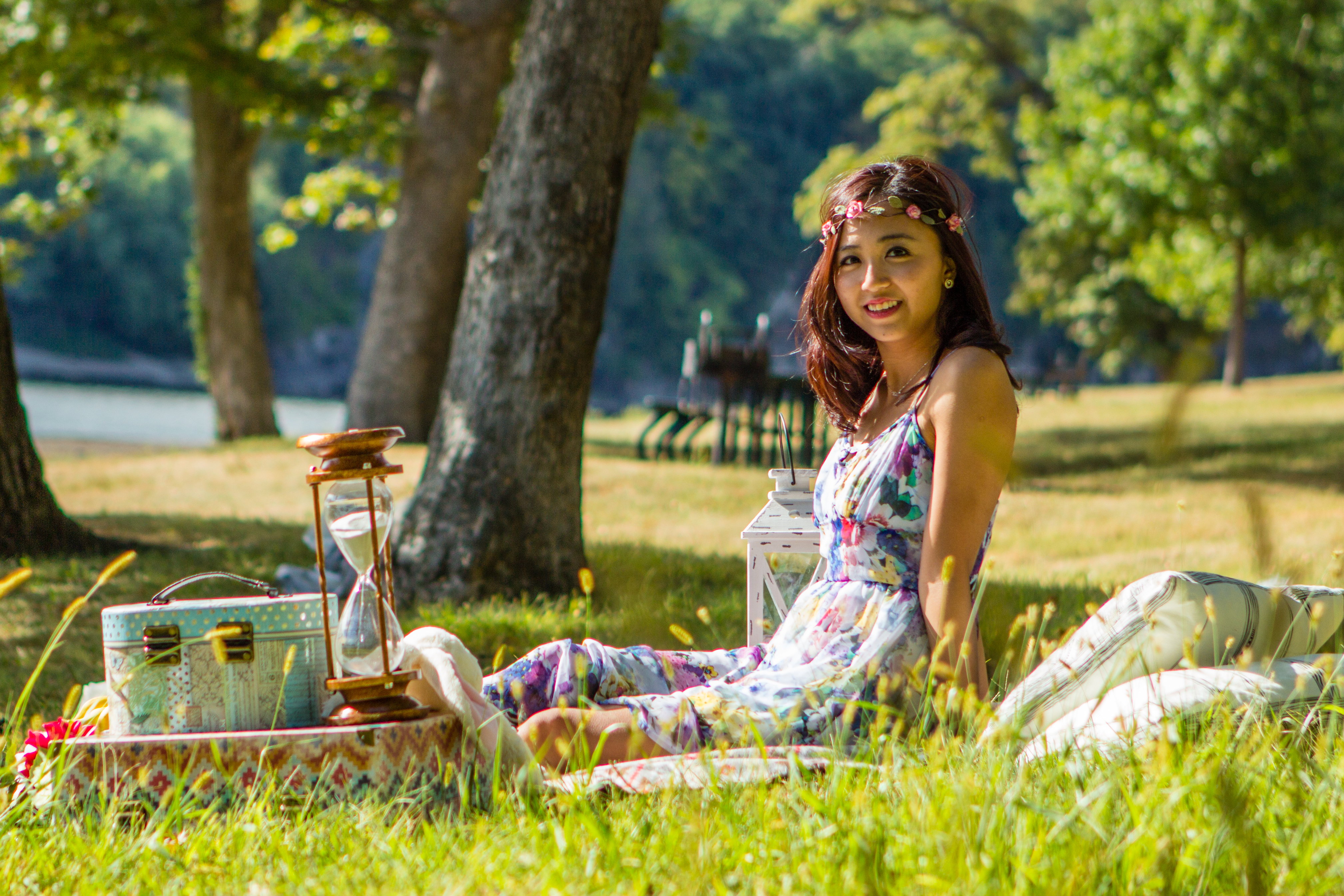
Le pique-nique à proximité de son domicile permet une sortie tout en rentrant chez soi le soir.

Les vacances à la maison désigne un mode d'organisation pour passer ses vacances tout en dormant chez soi chaque soir. Ce modèle permet d'économiser tout frais liés à l'hébergement en privilégiant des activités dans un rayon raisonnable du domicile. Le temps et les frais du trajet vers la destination touristique sont également économisés.
Ces vacances ont connu un regain d’intérêt notamment après la crise financière mondiale de 2007-2008,. En 2020, les restrictions de déplacement liés à la Pandémie de Covid-19 ont également mis en lumière ce type de vacances.
Ce choix peut être motivé par des contraintes financières ou de déplacement, mais peut également être volontaire en réaction au tourisme de masse ou dans une volonté de réduire son impact environnemental comme par exemple en limitant les trajets en avion.
En anglais, le mot-valise Staycation, terme issu de la contraction de stay (rester à la maison) et vacation (vacances)  désigne spécifiquement ce type de vacances.